# Matilde Ubach i Duran
Matilde Ubach i Duran (Cervera, 1892-Barcelona, 1972) fue una maestra y bibliotecaria igualadina.
Estudió en la Escuela de Bibliotecarias. Fue profesora del Ateneo Igualadino del 1915 al 1927, cuando llegó a ser la primera directora de la recién nacida Biblioteca Popular de la Caja de Pensiones para la Vejez y de Ahorros de Igualada (al desaparecer esta, sus fondos se integraron en la actual Biblioteca Central de Igualada). En el año 1948 fue elegida vocal de bibliografía 
del recientemente creado Centro de Estudios Comarcales de Igualada. Se unió en matrimonio con Sebastià Ferrer i Valls (1890-1934), ex-librista y delegado de la Caja de Pensiones en Igualada. Tuvieron un hijo, Jordi (Igualada, 1925-Barcelona, 1990), y dos hijas, Regina y Maria Montserrat Ferrer i Ubach (Igualada, 1925-Barcelona, 2014).